# Mossis
Os Mossi são um povo gur da África oriental, constituindo o principal grupo étnico do Burquina Fasso, habitando principalmente na bacia hidrográfica do Rio Volta. Constitui cerca de 52% da população burquinabê, ou 11,4 milhões de pessoas. Com o restante da população desse país pertencentes a mais de 60 outros grupos étnicos, como os Gurunsis, os Senufôs, os Bobôs, entre outros.
O idioma nativo desse povo é o mossi.